# Laphria nigripes
Laphria nigripes là một loài ruồi trong họ Asilidae. Laphria nigripes được Paramonov miêu tả năm 1929.